# Испанско-мексиканские отношения
Испанско-мексиканские отношения — двусторонние дипломатические отношения между Испанией и Мексикой. Государства являются полноправными членами Организации иберо-американских государств, Организации экономического сотрудничества и развития и Организации Объединённых Наций (ООН).

## История

### Вице-королевство Новая Испания
Испанский исследователь Эрнан Кортес возглавил экспедиции на территории современной Мексики в 1518 году, по прибытии основав город Веракрус. Теночтитлан, столица империи ацтеков, был завоеван испанцами и тлашкальцами в 1521 году. Перестроенный в современный Мехико, он стал столицей вице-королевства Новой Испании в 1535 году. Наместничество имело стратифицированную по расовому признаку социальную иерархию с криолло наверху, у которых было больше гражданских прав, пока Законы Индий (совокупность законов, изданных Испанией для её американских и азиатских владений) не были установлены по всей Испанской империи в Америке. Точно так же были признаны права знати ацтеков, которая жила и управляла вместе с испанцами во время наместничества.

### После объявления независимости Мексики
В конце XVIII — начале XIX века в странах Западной Европы и их колониях начались революционные движения. Борьба за независимость в Мексике началась после того, как Испанская метрополия была оккупирована войсками Наполеона I в 1808 году и мексиканским католическим священником Мигеле Идальго-и-Костильи была произнесена речь «Grito de Dolores» в 1810 году против испанского владычества. Эти события привели к началу войны за независимость Мексики. В 1811 году Мигель Идальго-и-Костилья был казнен испанской милицией, но движение за независимость продолжалось до создания Первой Мексиканской империи в 1821 году после заключения Кордовского договора. В 1823 году была провозглашена первая Мексиканская республика.
Испания установила дипломатические отношения с Мексикой 26 декабря 1836 года (через 15 лет после провозглашения независимости). Вначале дипломатические отношения между странами были натянутыми из-за того, что Испания предприняла ряд неудачных попыток отвоевать свою бывшую колонию под руководством генерала Исидро Баррадаса.
Генерал Жоан Прим командовал испанской экспедиционной армией в Мексике в 1862 году, когда Испания, Великобритания и Франция потребовали от президента Мексики Бенито Хуареса принудительной выплаты ссуд. Жоан Прим был сторонником либерализма, поэтому он отказался поддержать амбициозные планы французского императора Наполеона III и отозвал испанские войска после встречи с Мануэлем Добладо.

### Отношения в XX веке
Во время гражданской войны в Испании (1936—1939) Мексика предоставляла оружие и убежище политическим беженцам. На протяжении всей войны мексиканские добровольцы участвовали в войне на стороне республиканцев против генерала Франсиско Франко. В 1939 году, когда Франсиско Франко пришел к власти в Испании, Мексика разорвала дипломатические отношения с этой страной. После окончания войны тысячи испанских беженцев попросили убежища в Мексике и бывший мексиканский консул в Марселе, Жилберто Боскес Сальдивар, выдал тысячи виз испанским беженцам и другим лицам, ищущим убежища в Мексике. После смерти Франсиско Франко отношения между двумя странами были восстановлены 28 марта 1977 года.
После восстановления дипломатических отношений страны установили плотное взаимодействие. Имела место дипломатическая поддержка и было организовано несколько визитов и встреч на высоком уровне между правительствами обеих стран, в том числе с испанской королевской семьей. Вскоре после восстановления дипломатических отношений председатель правительства Испании Адольфо Суарес в 1977 году осуществил официальный визит в Мексику, ставший первым в истории визитом главы Испании в эту страну. В том же году, в октябре 1977 года, президент Мексики Хосе Лопес Портильо нанес официальный визит в Испанию.
Несколько стран Латинской Америки, включая Мексику, обвинялись испанскими властями в укрывательстве членов вооруженной организации ЭТА.

### Отношения в XXI веке
В 2019, Президент Мексики Андрес Мануэль Лопес Обрадор классифицировал иностранные инвестиции в Мексике как «неоколониалистские» в том числе испанские и американские компании, не приведя каких-либо каких-либо доказательств. Та же политическая ситуация, что и в других странах Латинской Америки, таких как Аргентина или Боливия. В январе 2019 года председатель правительства Испании Педро Санчес осуществил официальный визит в Мексику и встретился с президентом этой страны. Оба лидера отметили восемьдесят лет после окончания гражданской войны в Испании и признали открытость Мексики для приема тысяч испанских беженцев, которые покинули свои дома и нашли убежище в этой стране, а также их вклад в экономику. Однако, в марте 2019 года правительство Мексики потребовало от Испании публичных извинений за завоевание Мексики, который был решительно отвергнут как правительством Испании, так и испанской короной, а также Национальным конгрессом коренных народов (CNI) Мексики.
В ноябре 2020 года министр иностранных дел Испании Аранча Гонсалес Лайя посетил Мексику. В апреле 2021 года министр иностранных дел Мексики Марсело Эбрард также посетил Испанию и объявил, что Мексика будет участвовать в третьей фазе испытания испанской вакцины против COVID-19. Кроме того, Марсело Эбрард объявил, что Испания приняла решение поделиться вакцинами с другими странами Латинской Америки и Карибского бассейна.

## Визиты на высоком уровне
Из Мексики в Испанию:
- Президент Хосе Лопес Портильо (1977 год);
- Президент Мигель де ла Мадрид (1985 год);
- Президент Карлос Салинас (1992 год);
- Президент Эрнесто Седильо (1996, 2000 годы);
- Президент Винсенте Фокс Кесада (2001, 2002, 2005, 2006 годы);
- Президент Фелипе Кальдерон (2007, 2008, 2010, 2012 годы);
- Президент Энрике Пенья Ньето (2014, 2018 годы).

Из Испании в Мексику:
- Председатель правительства Адольфо Суарес (1977 год);
- Король Хуан Карлос I (1978, 1990, 1991, 1993, 1997, 2002 годы);
- Королева София Греческая (1983, 1985, 2000 годы);
- Председатель правительства Фелипе Гонсалес (1985, 1987, 1991 годы);
- Король Филипп VI (1991, 2000, 2004, 2006, 2008, 2012, 2014, 2015, 2018 годы);
- Председатель правительства Хосе Мария Аснар (1996, 2001, 2002, 2003 годы);
- Председатель правительства Хосе Луис Родригес Сапатеро (2004, 2007 годы);
- Председатель правительства Мариано Рахой (апрель и июнь 2012 года, 2014 год);
- Королева Летисия Испанская (2017 год);
- Председатель правительства Педро Санчес (2019 год).

## Соглашения
Между странами подписано множество двусторонних соглашений и договоров, таких как: Соглашение о научно-техническом сотрудничестве (1977 глж); Соглашение об отмене виз (1977 год); Соглашение о сотрудничестве в области культуры и образования (1978 год); Соглашение о сотрудничестве в области ядерной энергии в мирных целях (1979 год); Соглашение о воздушном транспорте (1979 год); Соглашение об экономическом и торговом сотрудничестве (1980 год); Договор о выдаче (1984 год); Соглашение об избежании двойного налогообложения (1984 год); Соглашение о туризме (1996 год); Соглашение о привлечении и защите инвестиций (1997 год); Соглашение о сотрудничестве между Банком Мексики и Банком Испании (2014 год) и Соглашение о сотрудничестве в борьбе с организованной преступностью (2014 год).

## Транспорт
Испания и Мексика установили прямое авиасообщение через следующие компании: Aeroméxico, Air Europa, Iberojet, Iberia, Wamos Air.

## Распространение наркотиков
В 2012 году четыре предполагаемых члена мексиканского наркокартеля Синалоа были арестованы в Испании при попытке организовать поставку наркотиков в Европу.
В 2013 году глава Испанского подразделения по борьбе с наркотиками и организованной преступностью заявил, что мексиканские наркокартели намеревались самостоятельно захватить наркорынок Испании, а не создавать альянс с колумбийскими наркокартелями.
В 2017 году испанская полиция экстрадировала в США Хуана Мануэля Муньоса Луевано, подозреваемого в работе на мексиканский наркокартель Лос-Сетас в Испании.

## Торговые отношения
В 1997 году Мексика подписала соглашение о свободной торговле с Европейским союзом, членом которого является Испания. В 2018 году объём товарооборота между странами составил сумму 10,8 млрд долларов США. Экспорт Мексики в Испанию: сырая нефть, лекарства, алкоголь, рыба и мобильные телефоны. Экспорт Испании в Мексику: автомобили, запчасти для автомобилей и вино. Мексика — крупнейший торговый партнер Испании в Латинской Америке и 15-й по величине торговый партнёр в мире.
В Мексике представлены несколько известных испанских транснациональных компаний, таких как: Banco Bilbao Vizcaya Argentaria, Mapfre, Grupo Santander, Telefónica и Zara. Крупные мексиканские компании в Испании: ALFA, Cemex и Grupo Bimbo.

## Дипломатические представительства
- Испания имеет посольство в Мехико[38] и генеральные консульства в Гвадалахаре[39] и Монтеррее[40].
- Мексика содержит посольство в Мадриде[41] и консульство в Барселоне[42].